# Meridià 124 a l'est
El meridià 124 a l'est de Greenwich és una línia de longitud que s'estén des del pol Nord travessant l'oceà Àrtic, Àsia, l'oceà Índic, l'oceà Antàrtic, Austràlia i l'Antàrtida fins al pol Sud.
El meridià 124 a l'est forma un cercle màxim amb el meridià 56 a l'oest. Com tots els altres meridians, la seva longitud correspon a una semicircumferència terrestre, uns 20.003,932 km. Al nivell de l'Equador, és a una distància del meridià de Greenwich de 13.804 km.

## De Pol a Pol
Començant en el pol Nord i dirigint-se cap al pol Sud, aquest meridià travessa:
| Coordenades                               | País, territori o mar        | Notes |
| ----------------------------------------- | ---------------------------- | --- |
| 90° 0′ N, 124° 0′ E / 90.000°N,124.000°E  | Oceà Àrtic                   | |
| 77° 55′ N, 124° 0′ E / 77.917°N,124.000°E | Mar de Làptev                | |
| 73° 48′ N, 124° 0′ E / 73.800°N,124.000°E | Rússia                       | Sakhà— illes del delta del Lena i el continent Óblast de l'Amur — des de 56° 19′ N, 124° 0′ E / 56.317°N,124.000°E |
| 53° 25′ N, 124° 0′ E / 53.417°N,124.000°E | República Popular de la Xina | Heilongjiang Mongòlia Interior — des de 51° 15′ N, 124° 0′ E / 51.250°N,124.000°E Heilongjiang — des de 48° 23′ N, 124° 0′ E / 48.383°N,124.000°E Jilin — des de 45° 54′ N, 124° 0′ E / 45.900°N,124.000°E Liaoning — des de 43° 17′ N, 124° 0′ E / 43.283°N,124.000°E |
| 39° 48′ N, 124° 0′ E / 39.800°N,124.000°E | Mar Groc                     | |
| 33° 17′ N, 124° 0′ E / 33.283°N,124.000°E | Mar de la Xina Oriental      | |
| 24° 20′ N, 124° 0′ E / 24.333°N,124.000°E | Japó                         | Illes de Kohamajima i Kuroshima |
| 24° 13′ N, 124° 0′ E / 24.217°N,124.000°E | Oceà Pacífic                 | Mar de les Filipines — passa a l'est de l'illa de Luzon, Filipines (a 13° 43′ N, 123° 58′ E / 13.717°N,123.967°E) · — passa a l'oest de l'illa de Catanduanes, Filipines (a 13° 39′ N, 124° 1′ E / 13.650°N,124.017°E)                                                 |
| 13° 17′ N, 124° 0′ E / 13.283°N,124.000°E | Filipines                    | Agutaya |
| 13° 13′ N, 124° 0′ E / 13.217°N,124.000°E | Golf d'Albay                 | |
| 13° 5′ N, 124° 0′ E / 13.083°N,124.000°E  | Filipines                    | Illa de Luzon |
| 12° 33′ N, 124° 0′ E / 12.550°N,124.000°E | Mar de Samar                 | |
| 12° 2′ N, 124° 0′ E / 12.033°N,124.000°E  | Filipines                    | Illa de Masbate |
| 11° 48′ N, 124° 0′ E / 11.800°N,124.000°E | Mar de Visayas               | |
| 11° 16′ N, 124° 0′ E / 11.267°N,124.000°E | Filipines                    | Illes de Cebu i Mactan |
| 10° 17′ N, 124° 0′ E / 10.283°N,124.000°E | Estret de Cebú               | |
| 9° 58′ N, 124° 0′ E / 9.967°N,124.000°E   | Filipines                    | Illa de Bohol |
| 9° 36′ N, 124° 0′ E / 9.600°N,124.000°E   | Mar de Bohol                 | |
| 8° 11′ N, 124° 0′ E / 8.183°N,124.000°E   | Filipines                    | Illa de Mindanao |
| 7° 38′ N, 124° 0′ E / 7.633°N,124.000°E   | Mar de Cèlebes               | Badia Illana |
| 7° 3′ N, 124° 0′ E / 7.050°N,124.000°E    | Filipines                    | Illa de Mindanao |
| 6° 48′ N, 124° 0′ E / 6.800°N,124.000°E   | Mar de Cèlebes               | |
| 0° 53′ N, 124° 0′ E / 0.883°N,124.000°E   | Indonèsia                    | Illa de Sulawesi (Península de Minahassa) |
| 0° 22′ N, 124° 0′ E / 0.367°N,124.000°E   | Mar de les Moluques          | |
| 1° 49′ S, 124° 0′ E / 1.817°S,124.000°E   | Indonèsia                    | Illa de Timpaus |
| 1° 51′ S, 124° 0′ E / 1.850°S,124.000°E   | Mar de Banda                 | |
| 5° 45′ S, 124° 0′ E / 5.750°S,124.000°E   | Indonèsia                    | Illes Tukangbesi |
| 5° 58′ S, 124° 0′ E / 5.967°S,124.000°E   | Mar de Banda                 | |
| 8° 20′ S, 124° 0′ E / 8.333°S,124.000°E   | Indonèsia                    | Illa de Pantar |
| 8° 25′ S, 124° 0′ E / 8.417°S,124.000°E   | Mar de Savu                  | |
| 9° 20′ S, 124° 0′ E / 9.333°S,124.000°E   | Indonèsia                    | Illa de Timor |
| 10° 16′ S, 124° 0′ E / 10.267°S,124.000°E | Mar de Timor                 | |
| 11° 45′ S, 124° 0′ E / 11.750°S,124.000°E | Oceà Índic                   | |
| 16° 15′ S, 124° 0′ E / 16.250°S,124.000°E | Austràlia                    | Austràlia Occidental |
| 33° 26′ S, 124° 0′ E / 33.433°S,124.000°E | Oceà Índic                   | Les autoritats australianes consideren això com a part de l'oceà Antàrtic[3][4] |
| 60° 0′ S, 124° 0′ E / 60.000°S,124.000°E  | Oceà Antàrtic                | |
| 66° 9′ S, 124° 0′ E / 66.150°S,124.000°E  | Antàrtida                    | Territori Antàrtic Australià, reclamat per Austràlia |